# Zygomaticorama
Zygomaticorama était une émission de télévision humoristique belge initialement présentée par Pierre Tchernia de 1978 à 1983 et ensuite par Bernard Faure (surnommé "Monsieur Zygo").  Elle était produite par Pierre Dupont de la RTBF-Charleroi et fut diffusée chaque dimanche soir sur la RTBF1 de 1978 à 1986, année où lui succéda le Tatayet Show.
En France, certains canulars sont diffusés dans l'émission de Stéphane Collaro, Mondo Dingo sur La Cinq, puis TF1.  Puis, à partir de 1991 dans Caméras indiscrètes sur Antenne 2.

## Principe de l'émission
L'émission s'adressait à un large public et était basée sur les caméras cachées de Bernard Faure, des interviews et des sketches d'humoristes.

## Quelques humoristes ayant participé à l'émission
- Agnès
- Bernard Blier
- Jean-Yves Bonno
- Jean Carmet
- Robert Castel & Lucette Sahuquet
- Cocagne & Delaunay
- Yvan Dautun
- Micheline Dax
- Michel Dejeneffe et Tatayet
- Alice Dona
- Pierre Doris
- Bernard Faure (M. Zygo)
- Bernard Haller
- Pierre Henri
- Marc Herman
- Jacques Jossart et ses «JT bis»
- Victor Lanoux
- Bernard Lavalette
- Michel Leeb
- Francis Lemaire
- Serge Llado
- Roland Magdane
- Alex Métayer
- Maria Pacôme
- Pierre Péchin
- le mime Pradel
- Micheline Presle
- Jean Poiret
- Daniel Prevost
- Jean Roucas (encore inconnu à l'époque)
- Rufus
- Patrick Sebastien (peu connu à l'époque)
- Michel Serrault
- Stéphane Steeman
- les Frères Taloche
- Jean-Marc Thibault
- Patrick Topaloff
- Claude Vega

## Disques se rapportant à l'émission
À l'issue de chaque saison, la RTBF-Charleroi éditait un disque 33 tours reprenant les meilleurs moment de l'émission:
- Zygomaticorama no 1 (1978/79)
- Zygomaticorama no 2 (1979/80)
- Zygomaticorama no 3 (1980/81)
- Zygomaticorama no 4 (1981/82)
- Zygomaticorama no 5 (1982/83)